# Крейвен, Чарльз
Чарльз Крейвен (англ. Charles Craven; 6 мая 1682 — 27 декабря 1754) — британский администратор, колониальный губернатор провинции Южная Каролина с 1711 по 1716 год. Он стал первым губернатором колонии после разделения её на Южную Каролину и Северную Каролину. Крейвен пробыл губернатором дольше всех губернаторов проприетарной эпохи, и считается одним из самых лучших губернаторов колонии.

## Ранние годы
Чарльз Крейвен родился в Англии 6 мая 1682 года. Он был сыном Уильяма Крейвена, 1-го графа Крейвена, и его жены Марагарет Клэфам. Уильям был одним из первых лордов-собственников колонии Каролина, и после его смерти в 1697 году права собственника перешли к его старшему сыну, Уильяму Крэйвену, 2-му барону Крейвен, который приходился братом Чарльзу.
Чарльз был женат на Элизабет Стэплс и в их семье был один сын по имени Джон.
В 1710 году в колонии Каролина умер губернатор Эдвард Тайн, на его место был выбран Роберт Гиббс, но свои права на пост губернатора предъявил Томас Броутон. Конфликт между двумя претендентами перерос в небольшую гражданскую войну, но в итоге дело было передано на рассмотрение лордам-собственникам. Те отклонили требования обоих претендентов и назначили губернатором Чарльза Крейвена, который в те годы занимал должность секретаря колонии. Это произошло в феврале 1711 года, но Крейвен прибыл в колонию только в марте 1712 года.